# Дорожное (Забайкальский край)
Дорожное — село в Акшинском районе Забайкальского края России. Входит в состав сельского поселения «Урейское».

## География
Село находится на севере района, на реке Акши (левый приток Онона), в 3 километрах к западу от села Урейск, на дороге к государственной границе с Монголией.
Климат
Климат характеризуется как резко континентальный с продолжительной холодной зимой и сравнительно тёплым летом. Средняя температура воздуха самого холодного месяца (января) составляет −22,7 °C; средняя температура самого тёплого месяца (июля) — 38 °C. Среднегодовое количество атмосферных осадков составляет 350—410 мм. Большая часть осадков (до 85 %) выпадает в течение тёплого сезона. Продолжительность безморозного периода составляет от 85 до 100 дней в году.

## История
Согласно Закону Читинской области от 19 мая 2004 года село Дорожное вошло в состав сельского поселения «Урейское».

## Население
| 1989 | 2002 | 2010 | 2021 |
| ---- | ---- | ---- | ---- |
| 310  | ↘237 | ↘187 | ↘157 |

Гендерный состав
На 2007 год из 237 жителей мужчин 113, женщин 124.
Национальный состав
Согласно результатам переписи 2002 года, в национальной структуре населения русские составляли 95 % из 237 жителей.

## Инфраструктура
В селе планируется размещение базы строительного предприятия, обеспечивающего реализацию программы жилищного строительства в селе.

## Транспорт
Стоит на межрегиональной автодороге «Дарасун — госграница с Монголией», от села идёт дорога местного значения «Подъезд к с. Урейск».